# Ingunn Bollerud
Ingunn Bollerud (nascida em 16 de novembro de 1972) é uma ex-ciclista norueguesa que, em 1996, venceu o Campeonato da Noruega de Ciclismo em Estrada. Competiu representando a Noruega nos Jogos Olímpicos de Verão de 1992, 1996 e 2000.